# Оголені скелі на березі р. Квасної
Ого́лені ске́лі на бе́резі р. Ква́сної — геологічна пам'ятка природи місцевого значення в Україні. Розташована в межах Рахівського району Закарпатської області, на південь від села Богдан.
Площа 4 га. Статус надано згідно з рішенням облради від 23.10.1984 року № 253 (передано до складу Карпатського біосферного заповідника згідно з рішенням від 30.05.1990 року № 119). Перебуває у віданні Карпатського біосферного заповідника (Устєріцьке лісництво, кв. 7, 11).
Статус надано з метою збереження скельного масиву на березі річки Красний (Квасний), яка є лівою притокою Білої Тиси. Скелі складені зі світло-сірих вапняків тріасового періоду.
Входить до складу Карпатського біосферного заповідника.